# Noidant-Chatenoy
Noidant-Chatenoy [nwadɑ̃ ʃatənwa] ist ein Dorf und eine Gemeinde mit 81 Einwohnern (Stand: 1. Januar 2022) im französischen Département Haute-Marne in der Region Grand Est. Die Gemeinde gehört zum Arrondissement Langres und zum Kanton Chalindrey. 

## Geografie

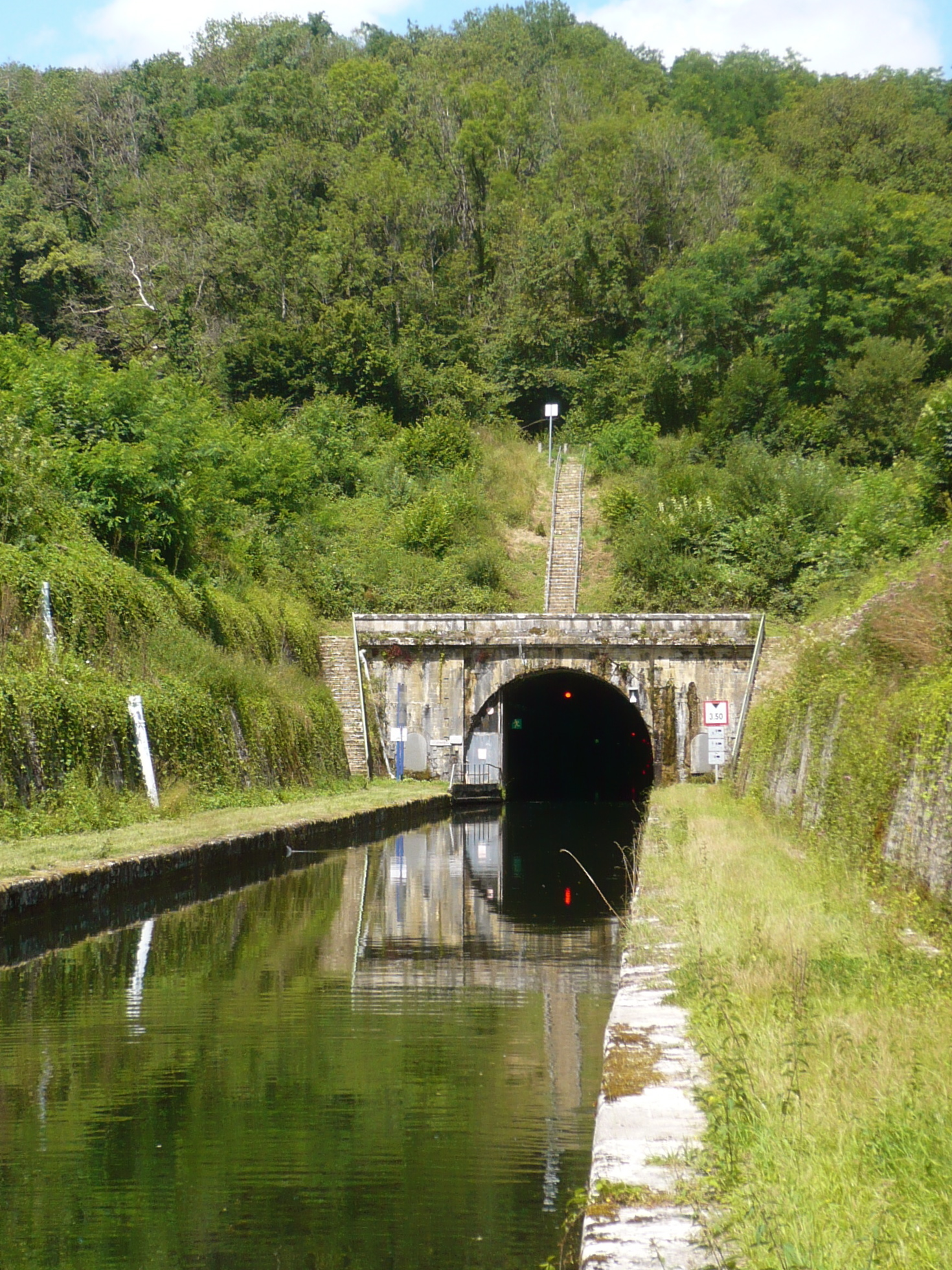
Canal entre Champagne et Bourgogne mit dem Südportal des Schiffstunnels

Die Gemeinde Noidant-Chatenoy liegt zehn Kilometer südlich von Langres. Nachbargemeinden sind Saints-Geosmes im Norden, Le Pailly im Osten, Villegusien-le-Lac und Heuilley-Cotton im Süden und Cohons im Westen. Im Gemeindegebiet befindet sich das Südportal des 4820 m langen Schiffstunnels, mit dem der Canal entre Champagne et Bourgogne die Scheitelhaltung erreicht.

## Bevölkerungsentwicklung
| Jahr      | 1962 | 1968 | 1975 | 1982 | 1990 | 1999 | 2008 | 2015 | 2020 |
| --------- | ---- | ---- | ---- | ---- | ---- | ---- | ---- | ---- | ---- |
| Einwohner | 118  | 117  | 90   | 107  | 98   | 102  | 90   | 83   | 83   |

## Sehenswürdigkeiten
- Kirche Saint-Christophe